# 桂林公园
桂林公园位于中华人民共和国上海市徐汇区桂林路128号，占地3.55万平方米。

## 历史
始建于1929年，原为上海青幫耆老黄金荣先生之私人宅院，又名黄家花园。1937年，八一三事变后，上海沦陷，园内关帝庙、内宅、静观庐等建筑被日军毁坏，大批树木遭损。抗战胜利后，黄曾作修葺，解放前夕又遭国民党军队的严重破坏，1957年由上海市园林管理处管理，并进行了全面修复。因园内遍植桂花树，故易名为桂林公园。1958年对外开放，1981年将张家坟丘扩建成园中园，1985年又向东侧扩建，1988年10月对外开放。
全园遍植金桂、银桂、丹桂、四季桂、石山桂等二十三个品种共1000余株。2014年，入选上海市文物保护单位。